# First Rays of the New Rising Sun
First Rays of the New Rising Sun – pośmiertna kompilacja zawierająca 17 utworów Jimiego Hendrixa, wydana w 1997 roku przez Universal. Nagrana w 1970 i na przełomie 1969 i 1970 roku, jedynie nagranie „My Friend ” pochodzi z innego okresu (z 1968 roku). Pierwotnie miał być czwartym studyjnym albumem Hendrixa, jednak pracę nad nim przerwała śmierć artysty. Kompozycje, które miały się na nim znaleźć, wydawano partiami wraz z innymi utworami na pośmiertnych kompilacjach. Znalazły się tu wszystkie utwory z The Cry of Love, 4 z Rainbow Bridge z 1971, i 3 z War Heroes z 1972 roku.

## Lista utworów
Autorem wszystkich utworów jest Jimi Hendrix.
| Nr  | Tytuł utworu                | Długość |
| --- | --------------------------- | ------- |
| 1.  | „Freedom”                   | 3:26    |
| 2.  | „Izabella”                  | 2:50    |
| 3.  | „Night Bird Flying”         | 3:50    |
| 4.  | „Angel”                     | 4:21    |
| 5.  | „Room Full of Mirrors”      | 3:21    |
| 6.  | „Dolly Dagger”              | 4:44    |
| 7.  | „Ezy Ryder”                 | 4:07    |
| 8.  | „Drifting”                  | 3:48    |
| 9.  | „Beginnings”                | 4:12    |
| 10. | „Stepping Stone”            | 4:12    |
| 11. | „My Friend”                 | 4:36    |
| 12. | „Straight Ahead”            | 4:42    |
| 13. | „Hey Baby (New Rising Sun)” | 6:04    |
| 14. | „Earth Blues”               | 4:21    |
| 15. | „Astro Man”                 | 3:34    |
| 16. | „In From The Storm”         | 3:41    |
| 17. | „Belly Button Window”       | 3:36    |
|     |                             | 1:09:25 |

## Artyści nagrywający płytę
- Jimi Hendrix – gitara, śpiew, śpiew w tle - 14, 16
- Billy Cox – bas, śpiew w tle - 16
- Mitch Mitchell – perkusja

- Buddy Miles – perkusja – 5, 7, śpiew w tle – 14
- Arthur & Albert Allen („Ghetto Fighters”) – śpiew w tle – 1, 2, 6, 10
- Juma Sultan – instrumenty perkusyjne – 1, 6, 9, 13, 14, 15
- Steve Winwood, Chris Wood – śpiew w tle – 7
- Billy Armstrong – instrumenty perkusyjne – 7
- Buzzy Linhart – wibrafon – 8
- Ken Pine – 12 strunowa gitara – 11
- Paul Caruso – harmonijka – 11
- Jimmy Mayes – perkusja – 11
- Stephen Stills – 11
- „The Ronettes” – śpiew w tle – 14
- Emeretta Marks – śpiew wtle – 16

## Daty nagrań poszczególnych utworów
- „Freedom” – nagrywany 25 czerwca, 14, 19 lipca, 14, 20 sierpnia 1970 w Electric Lady Studios, zmiksowany przez Hendrixa i Kramera 24 sierpnia 1970 w Electric Lady Studios. Pierwotnie umieszczony na płycie The Cry of Love wydanej w 1971 roku.

- „Izabella” – nagrywany 17 stycznia w Record Plant i w czerwcu 1970 w Electric Lady Studios, zmiksowany przez Kramera i Jansena 31 stycznia 1971 roku w Electric Lady Studios. Pierwotnie umieszczony na płycie War Heroes wydanej w 1972 roku.

- „Night Bird Flying” – nagrywany 16 czerwca, 19 lipca, 22 sierpnia 1970 w Electric Lady Studios, zmiksowany przez Hendrixa i Kramera 24 sierpnia 1970 w Electric Lady Studios. Pierwotnie umieszczony na płycie The Cry of Love wydanej w 1971 roku.

- „Angel” – nagrywany 23 lipca, 20 sierpnia 1970 w Electric Lady Studios, 19 października (dogranie ścieżki perkusji) 1970 w Electric Lady Studios, zmiksowany przez Kramera i Mitchella 12 listopada 1970 roku w Electric Lady Studios. Pierwotnie umieszczony na płycie The Cry of Love wydanej w 1971 roku.

- „Room Full of Mirrors” – nagrywany 17 listopada 1969 w Record Plant, w czerwcu i lipcu oraz 20 sierpnia 1970 w Electric Lady Studios, zmiksowany przez Hendrixa i Kramera 20 sierpnia w Electric Lady Studios. Pierwotnie umieszczony na płycie Rainbow Bridge wydanej w 1971 roku.

- „Dolly Dagger” – nagrywany 1, 15, 19, 20, lipca, 14, 18, 29, 24, sierpnia 1970 w Electric Lady Studios, zmiksowany przez Hendrixa i Kramera 24 sierpnia 1970 roku w Electric Lady Studios. Pierwotnie umieszczony na płycie Rainbow Bridge wydanej w 1971 roku.

- „Ezy Ryder” – nagrywany 18 grudnia 1969, 20 stycznia 1970 w Record Plant, 15, 18 czerwca, 2 lipca, 22 sierpnia 1970 w Electric Lady Studios, zmiksowany przez Hendrixa i Kramera 22 sierpnia 1970 w Electric Lady Studios. Pierwotnie umieszczony na płycie The Cry of Love wydanej w 1971 roku.

- „Drifting” – nagrywany 25, 29 czerwca, 23 lipca, 20 sierpnia, 20 listopada (vibes overdub), zmiksowany przez Kramera 2 grudnia 1970 w Electric Lady Studios. Pierwotnie umieszczony na płycie The Cry of Love wydanej w 1971 roku.

- „Beginnings” – nagrywany 1 lipca, 22 sierpnia 1970 w Electric Lady Studios, zmiksowany przez Kramera i Jansena 24 stycznia 1972 roku w Electric Lady Studios. Pierwotnie umieszczony na płycie War Heroes wydanej w 1972 roku.

- „Stepping Stone” – nagrywany 7, 17, 20 stycznia 1970 w Record Plant, 26 czerwca w Elctric Lady Studios, zmiksowany przez Kramera i Jansena 3 grudnia 1970 w Electric Lady Studios. Pierwotnie umieszczony na płycie War Heroes wydanej w 1972 roku.

- „My Friend” – nagrywany 13 marca 1968 w Sound Center, zmiksowany przez Kramera 2 grudnia 1970 w Electric Lady Studios. Pierwotnie umieszczony na płycie The Cry of Love wydanej w 1971 roku.

- „Straight Ahead” – nagrywany 17 czerwca, 19 lipca, 20 sierpnia 1970, zmiksowany przez Kramera 20 sierpnia 1970 w Electric Lady Studios. Pierwotnie umieszczony na płycie The Cry of Love wydanej w 1971 roku.

- „Hey Baby (New Rising Sun)” – nagrywany 1 lipca 1970, zmiksowany przez Kramera i Jansena 12 maja 1971 w Electric Lady Studios. Pierwotnie umieszczony na płycie Rainbow Bridge wydanej w 1971 roku.

- „Earth Blues” – nagrywany 19 grudnia 1969, 20 stycznia w Record Plant, 26 czerwca 1970 w Electric Lady Studios, zmiksowany przez Kramera i Jansena 12 maja 1971 w Electric Lady Studios. Pierwotnie umieszczony na płycie Rainbow Bridge wydanej w 1971 roku.

- „Astro Man” – nagrywany 25 czerwca, 19 lipca, 22 sierpnia 1970 w Electric Lady Studios, zmiksowany przez Hendrixa i Kramera 22 sierpnia 1970 w Electric Lady Studios. Pierwotnie umieszczony na płycie The Cry of Love wydanej w 1971 roku.

- „In From the Storm” – nagrywany 22 lipca, 20, 24 sierpnia 1970 w Electric Lady Studios, zmiksowany przez Kramera 29 listopada 1970 w Electric Lady Studios. Pierwotnie umieszczony na płycie The Cry of Love wydanej w 1971 roku.

- „Belly Button Window” – nagrywany 22 sierpnia 1970 w Electric Lady Studios, zmiksowany przez Hendrixa i Kramera 24 sierpnia 1970 w Electric Lady Studios.  Pierwotnie umieszczony na płycie The Cry of Love wydanej w 1971 roku.

## Źródła
- John McDermott, First Rays of the New Rising Sun, wyd. CD, książeczka, MCA Records, Experience Hendrix, 1997 (ang.). Brak numerów stron w książce